# Генуэзские колонии в Северном Причерноморье
Генуэзские колонии в Северном Причерноморье или Газария (ит. Gazaria (colonia genovese)) — укреплённые торговые центры генуэзских купцов и колонии Генуэзской республики в XIII—XV веках
В западноевропейских источниках традиционно назывались Газа́рия (Gazaria) предположительно от Хазария. Под «Газарией» итальянцы подразумевали не только Крым, но и вообще земли, прилегающие к Чёрному и Азовскому морям, за исключением входивших в состав Византийской империи.

## Соперничество за Черноморье. Успех Венеции
В бассейн Чёрного моря генуэзцы и венецианцы, пизанцы, флорентийцы, тосканцы и прочие итальянские купцы стали проникать ещё в XII в.
В 1169 году император Византии Мануил Комнин разрешил генуэзцам проход через Босфор и посещения Черноморского побережья.
В 1204 во время Четвёртого Крестового похода крестоносцы взяли штурмом Константинополь и создали Латинскую империю. Несмотря на то что византийцы были вытеснены в Трапезунд, проход генуэзских кораблей в Чёрное море был затруднён из-за чрезмерных пошлин. В 1206 году венецианцы закрепились в Солдайе (Судаке), которым владели совместно с половцами (кипчаками). В 1217 году произошёл набег сельджуков на Судак. В 1223 году монгольские отряды Субудая и Джебэ захватили Судак. Повторно Судак был захвачен монголами в 1239 году и оставался под их властью до 1249 года. В 1243 году, после похода в Европу, Батый основал в степях монгольское государство — Золотую Орду.

## Генуэзское господство

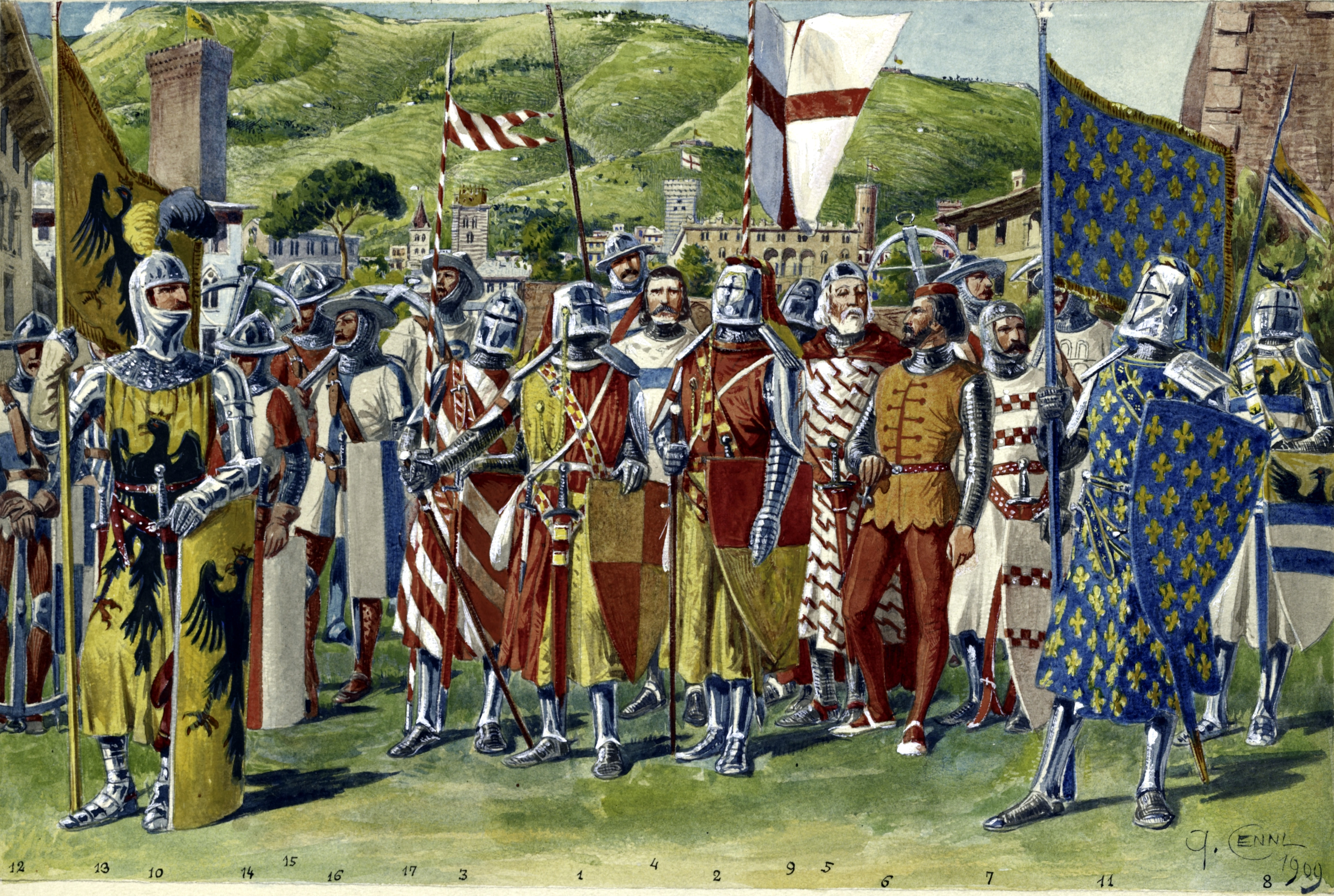
Квинто Ченни. Рыцари, арбалетчики и пехотинцы Генуи. 1300—1339. Так выглядели и войска генуэзцев в Крыму.

В 1261 году Генуя и Никейская империя заключили Нимфейский договор. За помощь Михаилу Палеологу в борьбе с Латинской империей генуэзцы получили исключительные права торговли на Чёрном море. Таким образом с XIII века Чёрное море, бывшее до того под контролем Византийской империи, стало доступным для итальянских купцов. С 1260-х годов начинается их активная торговая деятельность в Крыму и на других территориях Золотой Орды.
В 1266 году хан Оран-Тимур, которому дан был во владение Крым его дядей, золотоордынским ханом Менгу-Тимуром, разрешил генуэзцам основать торговую факторию и колонию в Кафе (Каффе) на месте античной Феодосии, с условием: платить ему пошлины за ввоз и вывоз товаров, с предоставлением всем купцам права покупать и продавать на этой земле привозимые из других мест товары. Окружённый татарскими, византийскими и иными владениями, город стал столицей генуэзских владений в Крыму. По мнению итальянского медиевиста Джео Пистарино, генуэзцы, издавна торговавшие в этих землях, задолго до приобретения Кафы тщательно изучили все порты, которые считали наиболее полезными, и пришли к выводу, что необходимо поставить их под контроль республики.

Задумали они немало, они желали властвовать на море [Чёрном] и не допускать византийцев плавать на кораблях, как будто море принадлежало только им.
Оригинальный текст (греч.)ένενόουν γαρ ουδέν μικρόν, αλλά θαλασσοκρατεΐν έβούλοντο και Ρωμαίους απείργειν πλεϊν, ώς σφισι προσηκούσης της θαλάσσης.

В 1268 г. папа Климент IV назначил в Кафу первого епископа. В 1289 году в Кафу из Генуи был послан первый консул, а через год для города был выработан специальный устав и Кафа стала самоуправляющейся городской коммуной.
А уже в 1293—1299 годах из-за торговой конкуренции произошла война Венеции и Генуи, сражения которой развернулись и на Чёрном море. По договору обе стороны разграничили сферы влияния в Крыму. Венецианцы были обязаны договором 1299 года не входить тридцать лет кряду в Чёрное море. Генуэзцы стали единственными хозяевами морских коммуникаций Северного Причерноморья и Крымского полуострова. Теперь Чёрное море было охвачено кольцом генуэзских станций, начиная от Перы на восток по малоазийскому берегу, по Кавказскому побережью, на Таманском полуострове, на обоих устьях Дона (Азовское море рассматривалось как расширение впадающего в Чёрное море Дона) и по западной береговой полосе — от устья Днепра — через Килию опять к Босфору.
В 1343 кафинские генуэзцы отняли «без сопротивления у гордых, беспечных и несогласных между собою» греческих князей важный порт Ямболи (Чембало, ныне Балаклава). Основная роль, отводившаяся новой крепости, состояла в ограничении торговой и политической деятельности князей Феодоро в западной части полуострова.
В 1343—1346 годах Кафа была осаждена ханом Джанибеком. Начавшаяся среди татар чума попала в Кафу, а затем в Геную и дальше распространилась по всей Европе.
На другом конце Крыма важным опорным пунктом для генуэзцев стал портовый город Воспор (современная Керчь), порученный во владение генуэзским консулам из рук золотоордынского хана вместе с обязательством по созданию в городе ханской таможни. На итальянских картах город стали называть Воспро, Черкио или же Порт Святого Иоанна.
В июне 1365 года генуэзцы вытеснили венецианцев из ослабленной татарскими набегами и внутренними раздорами Солдайи (современный Судак). Возникли новые колонии генуэзцев: Тана (в устье Дона), Джинестра (на территории современной Одессы). Их агентства были в городах Матрега (ныне Тамань), Копа (ныне Славянск-на-Кубани) и т. д.
Генуэзские колонии были хорошо укреплены, в крепостях имелись гарнизоны (остатки крепостных сооружений сохранились в Балаклаве, Судаке, Феодосии). Генуэзцы поддерживали союзнические отношения с золотоордынскими ханами. В 1380 генуэзская пехота участвовала на стороне Мамая в Куликовской битве. Тем не менее, колонии неоднократно подвергались нападениям и разорению со стороны ханов (1299, 1308, 1344—1347, 1396—1397).
В 1380 году генуэзцы добились от хана Тохтамыша соглашения, в котором тот признал все их территориальные захваты в Крыму. «Великая коммуна Генуи» закрепила за собой Судак с 18 селениями и территорию Крымского Южнобережья от Фороса до Алушты включительно, получившее у них название «капитанство Готии». Генуэзцы получили юридическую власть над всей территорией Готии — приморской и горной. Однако фактическую власть они могли осуществлять только над Приморской Готией (Gothia Maritima), то есть над Южным берегом Крыма.
К 1420-м годам у генуэзцев в Таврике появился опасный соперник — греко-готское православное княжество Феодоро с центром в Мангупе. Княжество образовалось из горной части византийских владений в Крыму (фемы Климата), которая не перешла под власть Генуи. Его правитель Алексей, породнившийся с византийскими императорскими династиями Комнинов и Палеологов, считал себя законным наследником всех бывших владений Византии на полуострове, что отразилось в принятии им греческого титула «авфендис (владетель) города Феодоро и Поморья» (αυθέντου πόλεως Θεοδώρους και παραθαλασσίας). Отношения Феодоро с золотоордынскими правителями Крымского Юрта (которых генуэзцы именовали imperator scytharum) были мирными, в то время как с генуэзцами княжество вело частые войны, особенно после строительства феодоритами торгового порта Авлита, составившего серьёзную конкуренцию Кафе и нанёсшего удар по экономике генуэзских колоний в Крыму.
После падения Византии в 1453 году Генуя уступила черноморские колонии своему банку Сан-Джорджо (банк Св. Георгия). Международное положение колоний ухудшилось: усилилось военно-политическое давление Крымского ханства, обострились отношения с княжеством Феодоро в Крыму.

Государственные образования Крыма в середине XV века

## Генуэзская торговля
К концу XIV века генуэзцы овладели черноморской торговлей. Через свои опорные пункты в Причерноморье генуэзские купцы вели обширную посредническую торговлю. Они продавали зерно, соль, кожи, меха, воск, мёд, лес, рыбу, икру, льняное полотно и пеньку а также шерсть из причерноморских районов, сукна — из Италии и Германии, масло и вино — из Греции, пряности, драгоценные камни, мускус — из стран Азии, слоновую кость — из Африки и многие другие товары.
На Запад из Причерноморья прежде всего поставлялось сырьё для ремесленных мастерских Европы (шёлк, шёлк-сырец), зерно, рыба, икра, пушнина и специи. С Запада поступали готовые ремесленные товары, ювелирные изделия и драгоценные металлы, которые рассредотачивались по Приазовью, Северному Кавказу, Северо-Восточной Руси.
В колониях жили греки, армяне, итальянцы, евреи, татары, адыги и другие народы. В XIII‒ХV вв. шла оживленная торговля рабами между адыгами и жителями итальянских факторий на Черноморском побережье. Именно при генуэзцах женский «живой товар» стал более дорогим, чем молодые мужчины, что объяснялось востребованностью бесправных женщин-наложниц у европейских аристократов.
Большое место занимала торговля пленниками (славянами, адыгами, аланами), купленными у татарских ханов и турецких султанов. Рабы славянского происхождения отмечаются в XIV веке в нотариальных актах некоторых итальянских и южнофранцузских городов (Руссильон). О рабах-скифах упоминает знаменитый поэт Петрарка в своём письме архиепископу Генуэзскому Гвидо Сетте.
Считается, что в Средние Века через невольничьи рынки Крыма было продано порядка 3 млн человек.
Торговля генуэзцев с Черкесией получила значительное развитие. Генуэзцы ввозили на Северо-Западный Кавказ бумажные и шёлковые ткани, итальянские сукна и бокассины, медные и железные изделия, предметы роскоши, золото, серебро и драгоценные камни, соль и т. д. Торговля итальянцев с горцами носила для адыгов неравноправный характер. Итальянцы жёстко регламентировали цены на соль, в которой остро нуждалось местное население. В свою очередь для генуэзских купцов важное значение имел вывоз хлеба. Черкесский хлеб поступал в Западную Европу, Византию и Трапезундскую империю. Ввоз хлеба из Крыма и Черкесии имел для Византии столь важное значение, что его прекращение в 1343 вызвало угрозу голода в этом государстве.
Торговые операции генуэзских купцов производились также в русских землях. Выходцы из генуэзских колоний (русское наименование — фряги) — жили в Москве, где в XIV—XV веках существовала корпорация купцов — сурожан, специализировавшихся на торговле с генуэзскими поселениями.
Наиболее крупной колонией была Каффа, являвшаяся развитым центром ремесла.
Через Тану и далее в Сарай, Астрахань, Ургенч из Западной Европы везли итальянские, фландрские, французские ткани. Пшеница из обширного района между Днепром и Доном, которую выращивали в степях как сами татары, так и подневольное местное население, вывозили в Константинополь, Трапезунд, Геную. Рыбу, икру вывозили с Кубани и из Донского бассейна, рабов — из азовских степей и Северного Кавказа в Египет, Сирию. Определённая часть товаров оседала в самих поселениях Причерноморья. Сульфат алюминия, квасцы из Фокеи, медь из рудников Кастамона, железная руда добываемая под Симиссо — всё это сырьё находило большой рынок сбыта в колониях, особенно в Кафе с её развитыми железоделательными ремёслами.

## Управление колониями

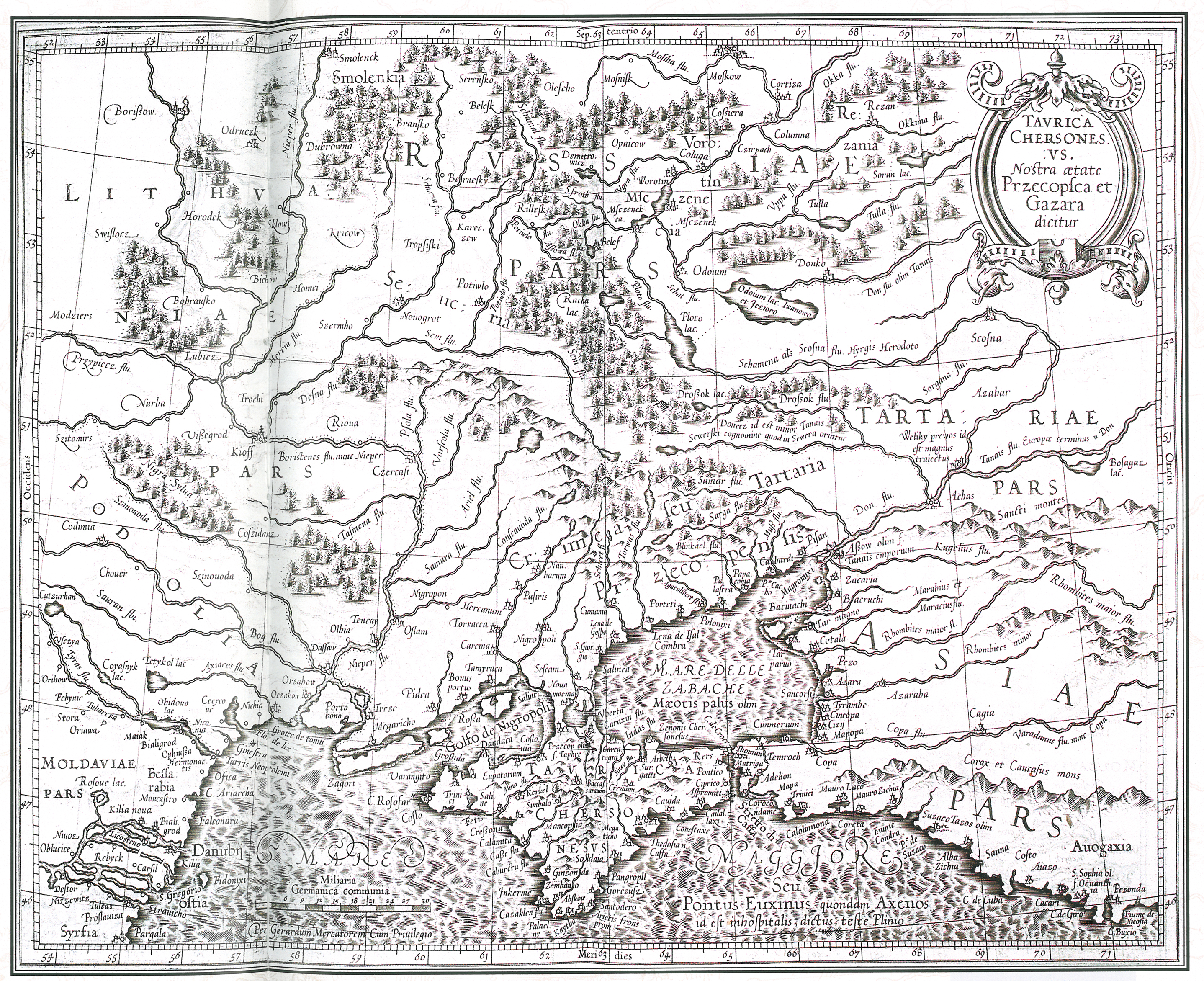
Таврика Херсонесская, ныне Перекопская или Газария. Карта Меркатора. 1630 год, Амстердам

До 1453 года верховным правителем Кафы был дож Генуэзской республики. Он ежегодно назначал консулов Кафы, которым подчинялись другие правители владений республики в Газарии. Центральное управление черноморскими колониями в Генуе назначало консулов в Кафу, Чембало, Солдайю и далёкую Тану; в другие, менее важные пункты, каковыми были на крымском берегу: Алушта, Партенит, Гурзуф и Ялта, назначал консулов представитель Генуи в Кафе.
Кафская администрация при консуле состояла из совета провизоров (попечителей) и совета старейшин, наблюдавших за надлежащим решением наиболее важных общественных проблем. Также консулу подчинялся штат из 16 судей (синдиков), 2 управляющих финансами (массариев), военного начальника города, командира наёмного войска, полицмейстера и базарного пристава. При всём многообразии выполняемых ими задач конечная цель деятельности этих чиновников сводилась к всемерному содействию торговым делам фактории. В XIV—XV веках кафский консул был верховным правителем причерноморских владений Генуи. В документах того времени его называли «главой Каффы и всего Чёрного моря», «Главой Газарии».
Все южнобережные колонии Генуи объединялись в единое военно-административное образование — Капитанство Готия (Capitaneatus Gotie), также известное как губернаторство Готия, призванное обеспечить безопасность каботажного плавания между Чембало и Боспором. Согласно данным Устава «Statutum Cephe», административное управление генуэзской Готии состояло из 4 консульств (Consulatus Gorzoni (Гурзуф), Consulatus Pertinice (Партенит), Consulatus Jalite (Ялта), Consulatus Lusce (Алушта)). Капитан Готии осуществлял военно-полицейские функции на этой территории во взаимодействии с консулами и находился в подчинении консула Кафы и его викария (заместителя). При этом его фискальные возможности ограничивались взысканием штрафа, не превышающего 40 аспров.
Генуэзские власти, встревоженные захватом в 1308 году Кафы войсками хана Тохты и разразившимся в 1313 году противостоянием с Византией и Трапезундом, создали в ноябре для учёта дел «Трапезунда, Персии, Турции и всего Чёрного моря» специальную комиссию из восьми «мудрых» (sapientes), которая бы ведала всеми делами генуэзцев в Крыму и на Чёрном море, — Оффиция Газарии (Officium Gazariae). Возникшая после 1363 года Оффиция Романии (Officium Romaniae или Officii Provisionis Romanie — Оффиция Попечения Романии), постепенно заменила ранее созданную Оффицию Газарии. После падения Константинополя, 17 ноября 1453 года Генуя уступила непосредственное управление черноморскими колониями своему банку Св. Георгия (тогда именовавшемуся Officium comperarum или же Casa di San Giorgio).
Как и в метрополии Генуе, так и колониях Газарии в управлении часто происходила подспудная или явная борьба олигархических кланов, консулы и курия опирались не только на законы, но и на вооруженную клиентелу. Это иллюстрирует, например, хорошо известное по источникам дело семьи ди Гуаско, сеньоров Скути, которые чинили произвол под прикрытием последнего консула Каффы Антониото ди Кабелла.

## Список генуэзских колоний в Северном Причерноморье
```
 
Примечание: данный перечень неполный —  например, не указано большинство городов/крепостей в 
Капитанстве Готия
 и консульствах 
Солдайя
 и 
Чембало
.
```

- Крым:
  - Каффа (Caffa) — (Феодосия) — административный и политический центр Газарии
  - Воспоро (Vosporo) — (Керчь)
  - Консульство Солдайя
    - Солдайя (Soldaia — (Судак)[24]

  - Консульство Чембало
  - Чембало (Cembalo) — (Балаклава)
    - Сарсона (Херсонес Таврический)[25]

  - Капитанство Готия (Capitanatu Gottie)[26]
    - Consulatus Gorzoni (Грузуи[25]) — (Гурзуф)
    - Consulatus Pertinice — (Партенит)
    - Consulatus Jalite — (Ялта)
    - Consulatus Lusce — (Алушта)
- Устье Днепра
  - Иличе/Эличе (Elice) / Олешье — (Алёшки)
- Побережье Одесского залива
  - Джинестра (Ginestra) — (Одесса-Лузановка)
- Днестр
  - Устье: Самастро(Samastro) / Монкастро(Moncastro) — (Белгород-Днестровский)
    - Предположительно: среднее течение Днестра
      - Policronia / Ольхиона / крепость Сорока — (Сороки)
      - фактория в Teghenaccio / Тигина — (Бендеры)
- Устье Дуная
  - Ликостомо (Licostomo) — (Килия)[27]
- Устье Дона
  - Тана (Tana) — (Азов)
  - Порто-Пизано (Porto Pisano) — (Таганрог)
- Территория нынешнего Краснодарского края
  - Матрега (Matrega) / Тмутаракань — (станица Тамань)
  - Копа (Copa) / Копыл — (Славянск-на-Кубани)
  - Мапа (Mapa) — (Анапа)
  - Бата (Bata) — (Новороссийск)
  - Касто (Casto) — (Хоста)
  - Лияш (Layso) — (Адлер)
  - Мавролако (Mavrolaco) — (Геленджик)
- Абхазия
  - Цандрипш
  - Какари (Chacari) — (Гагра)
  - Санта-София (Santa Sophia) — (Алахадзы)
  - Песонка (Pesonqa) — (Пицунда)
  - Каво-ди-Буксо (Cavo di Buxo) — (Гудаута)
  - Никопсия (Niocoxia) — (Новый Афон)
  - Себастополис — (Сухум)
- Ло Вати — (Батуми)

## Хронология
| Год         | Событие |
| ----------- | --- |
| 1169        | Император Византии Мануил Комнин разрешил генуэзцам проход через Босфор и посещать Черноморское побережье |
| 1204        | Четвёртый Крестовый поход: Крестоносцы взяли штурмом Константинополь, где сажают своего императора. Византийцы оттеснены в Малую Азию. Проход генуэзских кораблей в Чёрное море затрудняется из-за чрезмерных пошлин. |
| 1206        | Венецианцы закрепились в Солдайе (Судаке), которой владели совместно с половцами (кипчаками) |
| 1217        | Набег сельджуков на Судак |
| 1223        | Монгольские отряды Субудая и Джебэ взяли Судак |
| 1239        | Судак захвачен татаро-монголами (до 1249 г.) |
| 1243        | После похода в Европу Батый основал в степях татаро-монгольское государство — Золотую Орду |
| 1261        | Генуя и Никейская империя заключают Нимфейский договор, по которому генуэзцы получили исключительное право на плавание в Чёрном море в обмен на помощь византийцам при отвоевании Константинополя |
| 1261        | Восстановление Византийской империи: отвоевание Константинополя Никейской империей (правда, помощь Генуи не понадобилась) |
| 1265        | Для противовеса генуэзцам византийский император допустил в Чёрное море также и венецианцев |
| 1266        | Генуэзцы основывали свою первую и главную колонию в Причерноморье — Кафу (на месте древней Феодосии) |
| 1287        | Венецианский консул в Солдайе |
| 1288        | Генуэзская колония в Монкастро (Самастро) |
| 1299        | Судак захвачен татарским темником Ногаем. Также разорены Кырк-Ор, Херсонес, Кафа, Черкио |
| 1318        | Основание Каффской католической епархии |
| 1318        | Генуэзцы обосновывались в Воспоро (Черкио) |
| 1319        | Образование итальянской колонии в Трапезунде |
| 1332        | Учреждение католических епархий в Воспоро и Сарсоне (Херсонесе) |
| 1332        | Образование венецианской колонии в Азаке (Тана). Позже тут же возникнет и генуэзская колония |
| 1340 (1343) | Захват генуэзцами Сюмболона (Чембало) |
| 1343        | Хан Джанибек разрушил колонии в Тане |
| 1346        | Хан Джанибек осадил Кафу |
| 1349        | Учреждение католического архиепископства в Матреге |
| 1357        | Чембало: начало строительства крепости и учреждение католической епархии |
| 1358        | Учреждение католической епархии в Мапе |
| 1363        | Поход князя Литовского Ольгерда на Крым |
| 1365        | Переход Судака к генуэзцам; учреждение там католической епархии |
| 1380—1387   | По ряду договоров Южный берег Крыма от Кафы и Солдайи до Алушты и Чембало перешли генуэзцам. |
| 1395        | Крым и Кавказ опустошены войсками Тимура, особенно пострадали христиане; христианство в большинстве районов Северного Кавказа было уничтожено. |
| 1397        | Великий князь Литовский Витовт дошёл до Кафы, взял Кырк-Ор и разрушил Херсонес |
| 1399        | Херсонес окончательно разрушен темником Едигеем, после чего уже не восстанавливался. |
| 1403        | Восстановление крепости Мангуп (Феодоро) в горном Крыму. |
| 1419        | Правителем Матреги в результате брака с черкесской княжной стал представитель генуэзского рода Гизольфи. |
| 1428        | Упоминаются генуэзские консулы в Кафе, Трапезунде, Тане, Чембало, Солдайе, Самастро, Коппе, Севастополисе, Синопе. |
| 1434        | Генуэзско-феодоритская война (1433—1441): Осада Чембало и сражение при Солхате |
| 1441        | Хан Хаджи-Гирей добился независимости Крымского ханства от Золотой Орды |
| 1453        | Взятие турками Константинополя — крах Византийской империи, после чего Генуя продала колонии своему банку Сан-Джорджо |
| 1454        | Предпринята турецкая экспедиция Демир-кяхьи на Кафу. Благодаря Хаджи Гераю, прибывшему на место высадки со своим войском, захват крепости турками удалось предотвратить. Был заключен договор об уплате ежегодной дани. |
| 1460        | Турки захватывают Трапезунд. |
| 1475        | Турецкий десант в Крыму. Сдался город Кафа, взяты без сопротивления южнобережные крепости Солдайя, Чобан-Куле, Алустон, Гурзувит, крепость Тана на берегу Азовского моря, крайняя восточная колония генуэзцев в Крыму — Воспоро и крепости Таманского полуострова (Матрега, Копа), штурмом взята крепость Чембало. Таким образом, к концу июня османы контролировали все генуэзские владения в Крыму. Наряду с генуэскими колониями было захвачено и княжество Феодоро (крепости Фуна и Каламита). |
| 1478        | Крымское ханство попала в зависимость от Османской империи. |
| 1482        | Турками захвачена Матрега. |
| 1484        | Турецкая армия перешла Дунай и взяла Килию и Белгород (Аккерман). Османская империя взяла под контроль всё черноморское побережье. |

## Падение колоний
В 1475 году генуэзские владения в Крыму, как и княжество Феодоро, были завоёваны османскими войсками под командованием Гедик Ахмед-паши и включены в состав Османского государства. Дольше других (до 1482 года) на Таманском полуострове удерживались представители генуэзского аристократического рода Гизольфи. После завоевания из земель Южного берега был образован санджак, позднее реформированный в вилайет Кефе. Земли домена султана, на которых проживало христианское население, находились вне юрисдикции крымских ханов. Таким образом, «Великое море» (Mare Majus) генуэзцев на 300 лет стало «внутренним морем» Османской империи.
Походы османов в Черкесию, последовавшие сразу после падения Кафы, предпринимались не столько для аннексии западно-кавказских территорий, сколько для нанесения максимального ущерба генуэзским поселениям. Кроме того, эти походы следует рассматривать в контексте османо-мамлюкских отношений. После захвата Константинополя и Трапезунда османы оказались в состоянии бросить вызов мамлюкской империи. Соперничество за анатолийские территории (Альбистан, Каппадокию, Киликию) привело к открытому вооружённому конфликту в 1485—1491 гг.
Согласно Дмитрию Кантемиру, османы пытались блокировать поставки железа, древесины и прочих важных материалов в мамлюкский Египет. Чтобы ослабить противника, они накануне войны, в 1484 г., совершили очередную экспедицию в Черкесию, в ходе которой разгромили все основные центры мобилизации мамлюков.

## Этнокультурный след

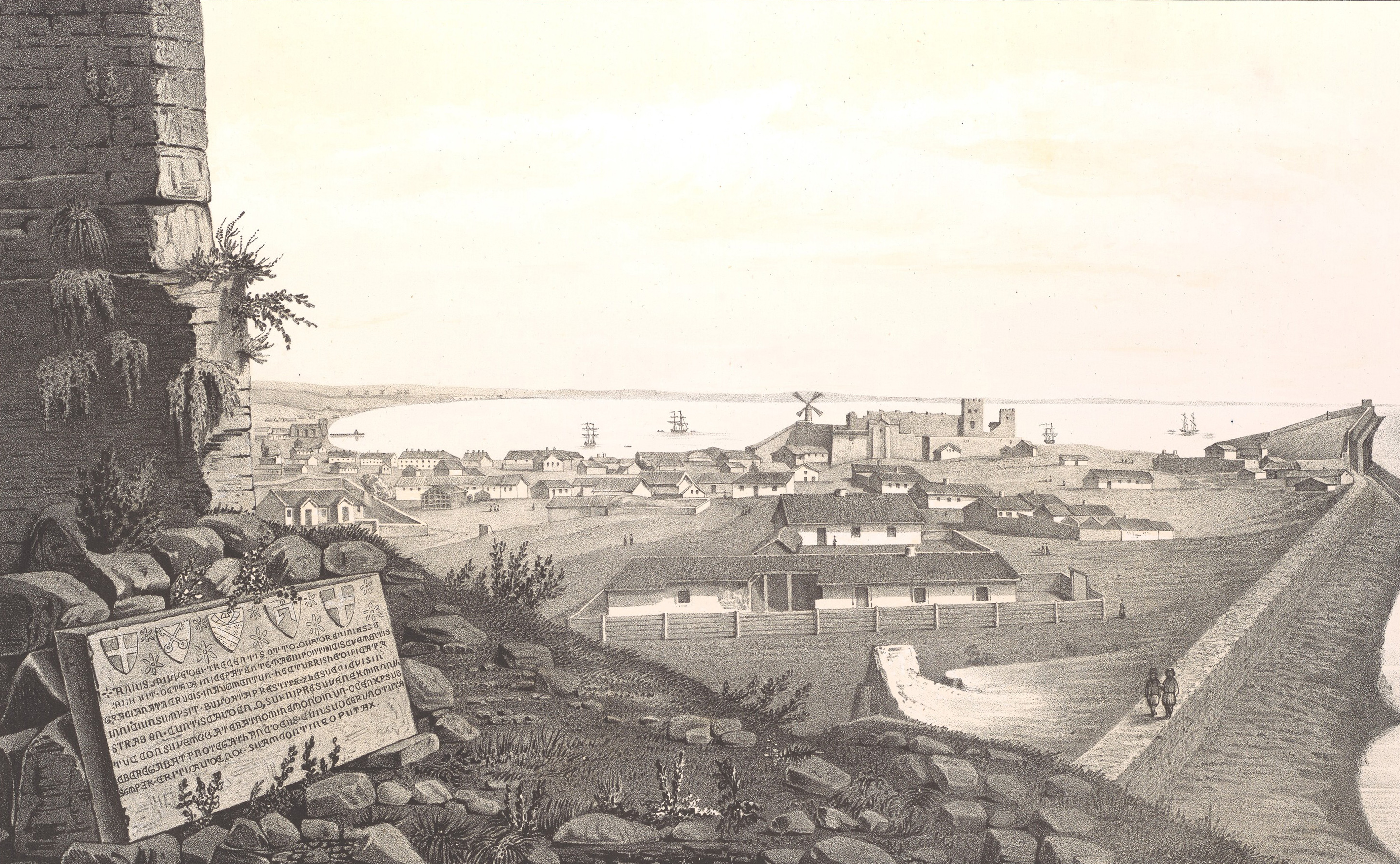
Феодосия, 1830-е. Слева закладная плита с геральдикой генуэзского нобилитета, гербы первых генуэзских (фамилий) торговых домов на черноморском побережье

Крушение Кафы в 1475 году не означало немедленного и полного прекращения генуэзского и итальянского присутствия в Черноморье. Многие из генуэзцев нашли пристанище в Черкесии. Среди тех, кто оставил Кафу и перебрался в Черкесию многочисленные генуэзско-черкесские браки привели к образованию уже в XV в. своеобразной этнокультурной общности, представители которой именовали себя черкесами-франками. Двойной этноним отражают сложные этнические процессы, приведшие к образованию этой синкретической общности. В конфессиональном отношении черкесы-франки являлись католиками, а в культурном и лингвистическом отношениях почти ничем не отличались от черкесов.
Эта общность просуществовала, как минимум, до середины XVII в.

Миссионер Эмиддио д’Асколи, возглавлявший доминиканскую миссию в Каффе, автор «Описания Чёрного моря и Татарии», составленного в 1634 г., сообщает о современных ему франках-черкесах: 

… в настоящее время получили от чиркасов название френккардаш, что на их языке значит — френки наши братья. 
Память о генуэзцах сохранилась в Черкесии вплоть до XIX в. Превосходные клинки с вытесненными на них надписями и гербами передавались из поколения в поколение, и дошли до эпохи Кавказских войн.
Дипломат Тебу де Мариньи, посетивший побережье Черкесии в 1818 г., затем в 1823-м и в 1824 г., останавливается особо на генуэзских следах. Он отмечает, что в языке черкесов-натухайцев вполне вероятно обнаружатся некоторые генуэзские слова. Кроме того, обычай натухайцев приветствовать, снимая головной убор, также, по мнению Мариньи, связан с генуэзским периодом.
Черкесы приписывали генуэзцам постройку башен в верховьях Кубани и Зеленчука, укреплений в районе Хумары. На реке Шебж в районе Тхамахинской возвышенности находился курган, который шапсуги называли генуэзским. По шапсугскому преданию, в этом кургане захоронен некто Гену, погребенный со своими богатствами. В 1830—1840-х гг. на этом кургане проходили народные совещания.
В 60-х гг. XIX в. в 15 км к югу от Новороссийска на горе Нелят ещё сохранялись остатки цитадели. В преданиях натухайцев она именовалась Дженуэз-кале, то есть генуэзская крепость. Симпатия, с которой черкесы относились ко всему генуэзскому, во многом определила успех миссии Рафаэля де Скасси, генуэзца, крупного российского коммерсанта. Он был едва ли не единственным сторонником мирного взаимодействия с черкесами.

## Изучение

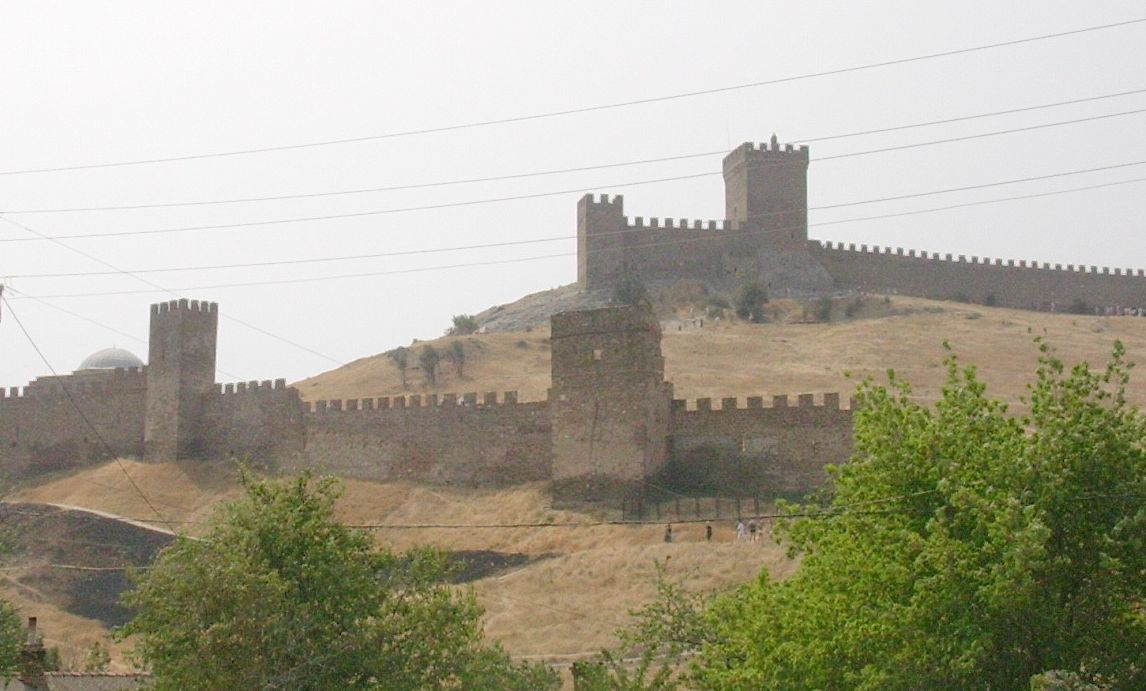
Генуэзская крепость в Судаке (реконструкция).

От генуэзского периода в Крыму сохранились остатки крепостных стен, башен и дворцов в Каффе и Чембало, построенные под руководством итальянских архитекторов крепость и консульский замок в Солдайе. В 1951 году в Феодосии на территории генуэзской крепости велись археологические раскопки, давшие ценный материал для изучения истории города, его ремесла и торговли.
С периодом нестабильности в регионе в 1450—1460-х годах исследователями связывается закладка так называемого Ай-Васильского клада в деревне Ай-Василь, являвшейся на тот момент греческим поселением. Клад уникален среди прочих монетно-вещевых кладов Крыма и Северного Причерноморья, так как в нём преобладают вещи европейского обихода: католические кресты, перстни, в том числе один — со щитком из венецианского дуката, аспры из Кафы с гербом Генуи. В то же время, в составе клада присутствует и несколько джучидских монет — дирхемы крымского хана Хаджи Гирея и хана Большой Орды Махмуда.